# ホイップル (小惑星)
ホイップル (1940 Whipple) は小惑星帯に位置する小惑星である。1975年にハーバード大学天文台アガシ観測所（1981年にオークリッジ天文台と改称）で、R. E. McCrosky, C.-Y. Shao, G. Schwartz, J. H. Bulger らによって発見された。
アメリカ合衆国の天文学者フレッド・ホイップルから命名された。